# Middag med mitt ex
Middag med mitt ex är en svensk realityserie på TV vars första säsong hade premiär på TV3 8 april 2019. Middag med mitt ex är en svensk version av det engelska programmet Eating with my ex. Första säsongen bestod av 14 avsnitt. Säsong 2 av programmet hade premiär 15 oktober 2019. Denna gång med 8 avsnitt. Programmen är i andra säsongen 1 timme långa jämfört med 30 minuter under säsong 1, vilket innebär att det blir 4 par som träffas varje avsnitt mot två i första säsongen. Precis som tidigare får paren förutom mat också frågor till exet serverade på tallriken.

## Deltagare

### Säsong 1 - (29 april 2019 - 3 juni 2019)
- Emma och Louis (1)
- Kevin och Nathalie (2)
- Sara och Elias (3)
- Wilmer och Maria
- Susanne och Daniel (4)
- Sanna och Sultan (5)
- Caique och Philip (5)
- Elin Woodie och Wictor Djärv (6)
- Vanessa och Felicia (6)
- Erika och Robin (7)
- Andrea och Dogge Doggelito (8)
- Mattias och Isabella (9)
- Lisa och Emelie (10)
- Nobbe och Emelie (11)
- Sofie och Jonathan (12)
- Johanna och Kristoffer (13)
- Sarah och Nikolas (13)
- Michelle och Kevin (14)

### Säsong 2 - (15 oktober 2019 - 3 december 2019)
- Ida och Philip (1)
- Daniel Frisinger och Hanna Bodelsson (1)
- Lisa och Jonatan (1)
- Victor och Alexandra (2)
- Saga och Nikos (2)
- Christoffer och Lina (2)
- Mika och Ludvig (3)
- Mattiaz och Patrik (3)
- Jasmine och Nicole (3)
- Robin och Emma (3)
- Sophie och Pelle (4)
- Felicia och Ronja (4)
- Stokki och Monja (5)
- Niklas och Vanessa (5)
- Max och Jennifer (5)
- Sara och Arjis (6)
- Erica och Emil (6)
- Rosmari och Saman (6)
- Lukas och Gabriel (7)
- Rosinja och Carl (7)
- Jaira och Alexander (8)
- Rocky Thai och Wilmer (8)